# LiTHe Vilse
LiTHe Vilse är en studentförening för orientering vid Linköpings universitet. Rydskogen och Vallaskogen är de oftast använda träningsmarkerna, men föreningen arrangerar träningar även på andra kartor i Linköping och övriga Östergötland. Föreningen är inte en tävlingsklubb utan bara en träningsklubb, vilket innebär att de flesta medlemmar också är med i en annan orienteringsklubb som de tävlar för.
LiTHe Vilse är en av beståndsdelarna i Linköpings universitets elitidrottssatsning inom orientering. I denna satsning samarbetar de med LiU Elitidrott samt löparföreningen LiTHe Syra. Flera av landets främsta orienterare, såsom Linnea Gustafsson, Kristin Löfgren, Erik Johansson, Kalle Johansson, Emil Andersson, Erik Andersson, Anton Östlin och Alva Olsson är eller har varit medlemmar i föreningen.
LiTHe Vilse brukar varje år ordna en "Höstcup", "Vårcup" och en "Vintercup", som är serier av lokala orienteringstävlingar runt om i Linköping bestående av fem deltävlingar per år. De brukar även ordna med diverse träningsläger, både inom orientering och skidåkning.